# Callosobruchus somalicus
Callosobruchus somalicus là một loài bọ cánh cứng trong họ Bruchidae. Loài này được Decelle miêu tả khoa học năm 1979.